# Sixiangquan
Il Pugilato delle Quattro Espressioni  (old?T, 四象拳S, sixiangquan?P, ssu hsiang ch'uan?W, lett. "trad?") è un esercizio di arti marziali cinesi che appartiene alla scuola creata da Fu Zhensong. Non è chiaro chi abbia codificato questo esercizio, infatti fonti autorevoli della Scuola Fu indicano che Fu Yonghui 傅永輝 gli avrebbe dato vita nel 1975; il maestro Chang Dsu Yao però l'avrebbe appresa molti anni prima nell'accademia militare di Guilin. Inoltre una forma con questo nome appare nel programma dello stile Kunlunquan. 
Questo Taolu contiene elementi di Taijiquan, Liangyiquan, Xingyiquan e Baguazhang. Seguendo le basi teoriche dell'Yìjìng "il Taiji dà vita al Liangyi, il Liangyi dà vita al Sixiang, il Sixiang dà vita al Bagua". Il Sixiangquan si compone di 108 shi (figure) e si divide in quattro parti ognuna delle quali corrisponde ai quattro stili che la compongono.
Curiosamente il Caijiaquan (蔡家拳) possiede come Taolu sia il Liangyiquan che il Sixiangquan, nomi di due forme della Scuola di Fu Zhensong.